# 尚巴赫河 (阿爾特米爾河支流)
48°55′19.51″N 11°22′15.59″E / 48.9220861°N 11.3709972°E

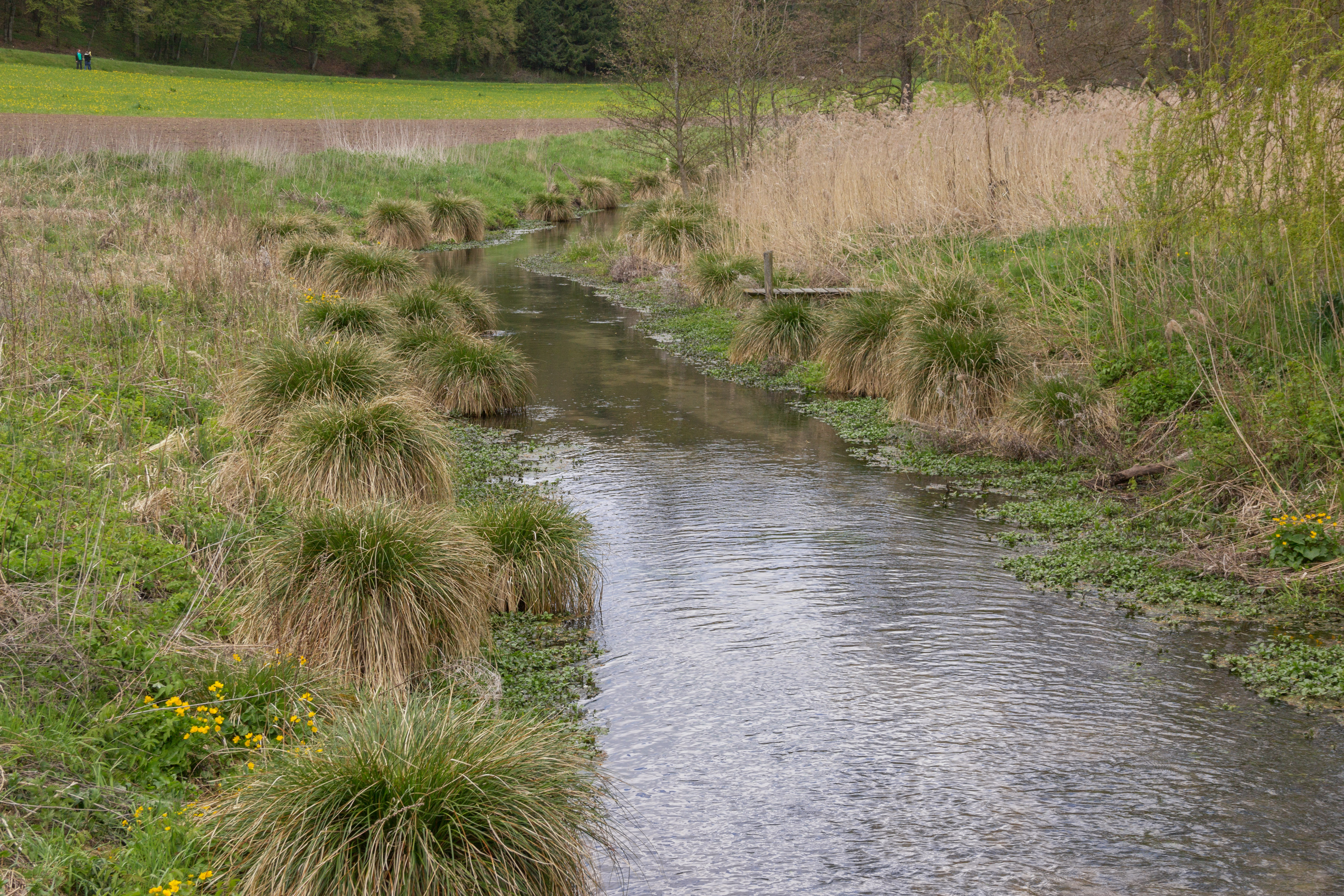

尚巴赫河是德國的河流，位於該國東南部，由巴伐利亞負責管轄，屬於阿爾特米爾河的右支流，河道全長3.7公里，流域面積41.9平方公里。